# Stazione meteorologica di Siracusa
La stazione meteorologica di Siracusa è la stazione meteorologica di riferimento relativa alla città di Siracusa.

## Coordinate geografiche
La stazione meteorologica, di tipo automatico DCP, si trova nell'Italia insulare, in Sicilia, nel comune di Siracusa, all'interno dell'area dell'idroscalo di Siracusa, a 23 metri s.l.m. e alle coordinate geografiche 37°03′55.92″N 15°16′44.92″E.
Originariamente presidiato, l'osservatorio meteorologico è stato automatizzato a seguito della dismissione.

## Dati climatologici
In base alla media trentennale di riferimento 1961-1990, la temperatura media del mese più freddo, gennaio, si attesta a +11,1 °C; quella del mese più caldo, agosto, è di +26,2 °C.
Le precipitazioni medie annue si aggirano sui 500 mm, distribuite mediamente in 60 giorni, con marcato minimo estivo e picco in autunno-inverno.
| Siracusa Idroscalo  | Mesi | Mesi | Mesi | Mesi | Mesi | Mesi | Mesi | Mesi | Mesi | Mesi | Mesi | Mesi | Stagioni | Stagioni | Stagioni | Stagioni | Anno |
| Siracusa Idroscalo  | Gen  | Feb  | Mar  | Apr  | Mag  | Giu  | Lug  | Ago  | Set  | Ott  | Nov  | Dic  | Inv      | Pri      | Est      | Aut      | Anno |
| ------------------- | ---- | ---- | ---- | ---- | ---- | ---- | ---- | ---- | ---- | ---- | ---- | ---- | -------- | -------- | -------- | -------- | ---- |
| T. max. media (°C)  | 14,8 | 15,3 | 17,1 | 19,7 | 23,7 | 28,2 | 31,3 | 31,2 | 28,1 | 24,0 | 19,6 | 16,3 | 15,5     | 20,2     | 30,2     | 23,9     | 22,4 |
| T. min. media (°C)  | 7,3  | 7,5  | 8,7  | 10,7 | 13,9 | 17,8 | 20,7 | 21,2 | 19,2 | 16,0 | 12,1 | 9,0  | 7,9      | 11,1     | 19,9     | 15,8     | 13,7 |
| Precipitazioni (mm) | 75   | 52   | 44   | 30   | 16   | 5    | 3    | 7    | 44   | 78   | 94   | 78   | 205      | 90       | 15       | 216      | 526  |
| Giorni di pioggia   | 9    | 7    | 6    | 4    | 3    | 1    | 1    | 1    | 4    | 7    | 8    | 9    | 25       | 13       | 3        | 19       | 60   |

## Valori estremi

### Temperature estreme mensili dal 1946 ad oggi
Nella tabella sottostante sono riportati i valori delle temperature estreme mensili registrate presso la stazione meteorologica dal 1946 ad oggi. Nel periodo esaminato la temperatura minima assoluta ha toccato i -1,2 °C nel febbraio 2008, mentre la massima assoluta ha raggiunto i +44,8 °C nel luglio 1962. Di rilevanza, bensì, è presente una mancanza di dati dei periodi compresi tra il 1º febbraio 1963 e il 27 luglio 2005, tra il 7 febbraio e il 31 dicembre 2009, tra il 1° e il 31 dicembre 2010, tra giugno e luglio 2011 e tra luglio 2012 e settembre 2013, tale da rendere la serie incompleta.
Storicamente, si sono registrate alcune nevicate nel corso del Novecento come nel gennaio e febbraio 1905, marzo 1949, nel febbraio 1956, marzo 1987 e nel dicembre 1988. Nel 1999 si verificò la caduta di sedimenti di ghiaccio, precipitazione comunemente chiamata neve tonda. L'ultima nevicata si è avuta il 31 dicembre 2014.
| Siracusa Idroscalo (1946-2023) | Mesi        | Mesi        | Mesi        | Mesi        | Mesi        | Mesi        | Mesi        | Mesi        | Mesi        | Mesi        | Mesi        | Mesi        | Stagioni | Stagioni | Stagioni | Stagioni | Anno |
| Siracusa Idroscalo (1946-2023) | Gen         | Feb         | Mar         | Apr         | Mag         | Giu         | Lug         | Ago         | Set         | Ott         | Nov         | Dic         | Inv      | Pri      | Est      | Aut      | Anno |
| ------------------------------ | ----------- | ----------- | ----------- | ----------- | ----------- | ----------- | ----------- | ----------- | ----------- | ----------- | ----------- | ----------- | -------- | -------- | -------- | -------- | ---- |
| T. max. assoluta (°C)          | 25,0 (1962) | 26,4 (1960) | 29,6 (1952) | 32,9 (2016) | 36,0 (1950) | 38,4 (2017) | 44,8 (1962) | 41,0 (1957) | 37,8 (1946) | 32,1 (2014) | 27,2 (1948) | 25,0 (1961) | 26,4     | 36,0     | 44,8     | 37,8     | 44,8 |
| T. min. assoluta (°C)          | −0,5 (2022) | −1,2 (2008) | −0,4 (1949) | 2,4 (1956)  | 5,9 (2006)  | 10,5 (2007) | 13,5 (1948) | 14,6 (1949) | 13,4 (1960) | 8,6 (1955)  | 2,4 (1955)  | 0,0 (2005)  | −1,2     | −0,4     | 10,5     | 2,4      | −1,2 |